# Namazonurus campbelli
Espèce
Synonymes
- Zonurus campbelli FitzSimons, 1938
- Cordylus campbelli (FitzSimons, 1938)

Statut de conservation UICN

 DD  : Données insuffisantes
Statut CITES
Namazonurus campbelli est une espèce de sauriens de la famille des Cordylidae.

## Répartition
Cette espèce se rencontre dans le sud de la Namibie et dans l'ouest de l'Afrique du Sud.

## Étymologie
Cette espèce est nommée en l'honneur de William A. Campbell (1880-1962).

## Publication originale
- FitzSimons, 1938 : Transvaal Museum Expedition to South-West Africa and Little Namaqualand, May to August 1937 - Reptiles and Amphibians. Annals of the Transvaal Museum, vol. 19, n. 2, p. 153-209 (texte intégral).